# Calyptranthes brevispicata
Espèce
Statut de conservation UICN

 VU D2 : Vulnérable
Calyptranthes brevispicata est une espèce de plantes à fleurs de la famille des Myrtaceae.
Selon Plants of the World Online, c'est un synonyme de Myrcia brevispicata. Selon ce site, c'est un arbuste ou un arbre poussant dans un milieu tropical humide. On le trouve dans le nord du Brésil, en Guyane française et au Pérou.

## Publication originale
- Fieldiana, Botany 29(3): 181. 1956.